# Carlos Estrada (acteur)
Pour les articles homonymes, voir Carlos Estrada.
Demetrio Jorge Otero Logares dit Carlos Estrada, né le 22 octobre 1922 à Buenos Aires où il est mort le 16 novembre 2001, est un acteur de cinéma, de télévision et de théâtre hispano-argentin.

## Biographie
Fils de parents espagnols originaires de la Principauté des Asturies, Demetrio Jorge Otero Logares fréquente le Seminario de Arte Dramático (dépendant du Théâtre national Cervantes de Buenos Aires) puis l'Escuela Superior de Enseñanza Artística, où il complète sa formation théâtrale. En 1950, il décide de se consacrer exclusivement à la comédie.
Ses prestations radiophoniques le rendent très populaire. En outre, il acquiert du prestige sur scène en jouant des classiques du théâtre espagnol et américain, ce qui incite le cinéma argentin à s'intéresser à lui, lui offrant son premier rôle de protagoniste dans le film Oro bajo (es) de Mario Soffici (1956). Mais le succès arrive en 1959 avec Angustias de un secreto (es), du réalisateur Enrique Carreras.

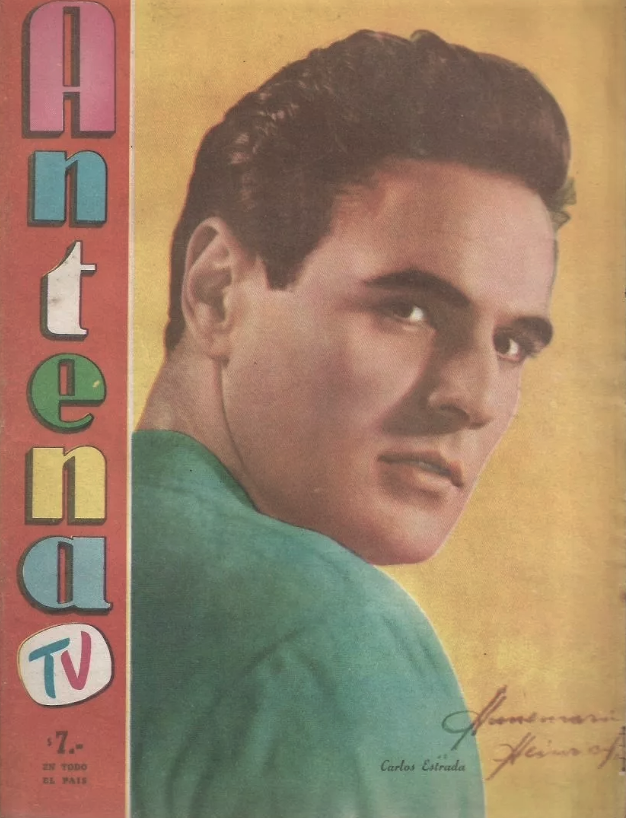
Carlos Estrada en 1960.

En 1961, il reçoit le Premio Nacional del Círculo de Periodistas Cinematográficos de la Argentina pour son travail dans El rufián. À cette époque, il arrive en Espagne pour tourner les extérieurs du film Punto y banca (es) et en peu de temps il obtient des rôles importants, généralement des personnages séduisant, tant au cinéma (Canción de juventud (es) et Rocío de la Mancha (es), sous la direction de Luis Lucia Mingarro et avec Rocío Dúrcal, ou dans des films comme La Chaste Suzanne et Canción de arrabal (es), avec Marujita Díaz) ainsi qu'au théâtre, en jouant au Teatro Eslava dans la comédie Anatole, dirigée par Miguel Narros (es).
D'autres incursions cinématographiques plus complexes sont Accidente 703 (es) (José María Forqué, 1962) ; La tía Tula (Miguel Picazo, 1964), un film au succès notable où elle partage le rôle principal avec Aurora Bautista ; Crimen de doble filo (José Luis Borau, 1965) ; Adiós, Cordera, l'adaptation de la nouvelle de Leopoldo Alas dit « Clarín » par Pedro Mario Herrero (es) ou encore Del amor y otras soledades, de Basilio Martín Patino (1969).
En 1985, il joue aux côtés de Raúl Aubel (es) et María Aurelia Bisutti dans le feuilleton Coraje mamá (es).
Au théâtre, il se distingue dans La sirena varada, de Alejandro Casona (1963) ; Same Time, Next Year (1975) de Bernard Slade ; Siempre no es toda la vida, de Santiago Moncada (1979) ou Reflejos con cenizas, de María Manuela Reina (es) (1990).
Il a également travaillé dans des pays comme l'Italie, la France et le Mexique.
Eternel premier rôle dans les années 1950 et 1960, et avant de rencontrer Wallner, il a été lié sentimentalement à d'autres grandes actrices de l'époque comme Julia Sandoval et Graciela Borges.
Il meurt le 16 novembre 2001, à l'âge de 79 ans au Sanatorio de la Esperanza, victime d'une accident vasculaire cérébral. Sa dépouille repose au Panthéon de l'Asociación Argentina de Actores (es) dans le cimetière de Chacarita.

## Filmographie
- 1954 : Su seguro servidor
- 1955 : La delatora : l'inspecteur
- 1956 : Catita es una dama : Enrique
- 1956 : Los maridos de mamá
- 1956 : Pecadora : Ruiz
- 1956 : Oro bajo (es) de Mario Soffici : Jacinto
- 1956 : Estrellas de Buenos Aires
- 1956 : Alejandra de Carlos Schlieper
- 1958 : Procesado 1040 : Roberto Mayorga
- 1959 : El dinero de Dios : Ramiro
- 1959 : Punto y banca (es)
- 1959 : Angustias de un secreto (es) d'Enrique Carreras : Padre Bernal
- 1960 : Todo el año es Navidad
- 1960 : Obras maestras del terror : Maurice Fralpont (segment El tonel de amontillado)
- 1961 : Una americana en Buenos Aires
- 1961 : Hijo de hombre
- 1961 : El rufián : Héctor
- 1961 : Canción de arrabal (es) d'Enrique Carreras
- 1962 : Los culpables
- 1962 : Accidente 703 (es)
- 1962 : Hombres y mujeres de blanco : le dandy
- 1963 : Plaza de Oriente : Santiago Ardanaz
- 1963 : Les Révoltés de Tolède (Sfida al re di castiglia) de Ferdinando Baldi
- 1963 : Ensayo general para la muerte de Julio Coll
- 1963 : Rocío de la Mancha (es) de Luis Lucia Mingarro
- 1963 : La Chaste Suzanne (La casta Susana) de Luis César Amadori
- 1964 : Tiempo de amor
- 1964 : Roméo et Juliette (Romeo e Giulietta) de Riccardo Freda
- 1965 : Crimen de doble filo : Andrés Salas
- 1965 : Canción de juventud (es) : le père de Rocío
- 1966 : Lola, espejo oscuro
- 1966 : Dos en el mundo
- 1966 : Le Chevalier à la rose rouge (Rose rosse per Angelica) de Steno : baron La Flèche
- 1967 : Humo de marihuana : Carlos Ocampo
- 1969 : La culpa : Rodolfo Guerrero
- 1968 : Despedida de casada
- 1969 : El gran crucero (inédit)
- 1969 : Pas de pitié pour les héros (Hora cero: Operación Rommel) de León Klimovsky
- 1969 : Los muchachos de antes no usaban gomina d'Enrique Carreras
- 1970 : La fidelidad
- 1972 : Allá en el Norte
- 1973 : Paño verde : Miguel Acuña, dit « El Púa »
- 1974 : Los muertos, la carne y el diablo
- 1978 : Los médicos
- 1979 : Los drogadictos : Custodio
- 1980 : Queridas amigas
- 1985 : Mingo y Aníbal contra los fantasmas
- 1985 : Las barras bravas : Fiscal
- 1985 : Sin querer, queriendo
- 1986 : Contacto ninja en la Argentina (inédit)
- 1995 : El cóndor de oro
- 1998 : Comisario Ferro : le commissaire divisionnaire